# Rhanidophora aethiops
Rhanidophora aethiops är en fjärilsart som beskrevs av Karl Grünberg 1907. Rhanidophora aethiops ingår i släktet Rhanidophora och familjen nattflyn. Inga underarter finns listade.